# Duque de Sussex
Duque de Sussex foi um título criado no Pariato do Reino Unido. Foi conferido a 27 de novembro de 1801 para o príncipe Augusto Frederico, o sexto filho de Jorge III do Reino Unido. Ele foi feito Barão Arklow e Conde de Inverness, ao mesmo tempo, também no Pariato do Reino Unido. Uma vez que ele não tinha descendência legítima, os títulos foram extintos em sua morte, em 1843.
Em 1999, durante o período que antecedeu o casamento do príncipe Eduardo, o filho mais novo de Isabel II, os especialistas haviam sugerido o ducado de Sussex ou Cambridge como o mais provável a ser concedido a ele. Em vez disso, o príncipe Eduardo foi criado Conde de Wessex, e foi anunciado que ele iria suceder ao título Duque de Edimburgo, que era ocupado por seu pai. [carece de fontes?]
Houve novamente a especulação de que ao príncipe Guilherme de Gales poderia ser dado o título na ocasião de seu casamento, em abril de 2011, com Catarina Middleton, mas ele foi criado, em vez disso, Duque de Cambridge. No mesmo ano, o príncipe Henrique de Gales foi relatado como um potencial beneficiário do título.[carece de fontes?]
Em 19 de maio de 2018, a rainha Isabel II concedeu o ducado a seu neto Henrique de Gales, antes de seu casamento com Meghan Markle.

## Titulares

### Primeira criação - 1801
| Nome | Retrato          | Nascimento | Casamento                                                                                 | Morte                                               |
| --- | ---------------- | --- | ----------------------------------------------------------------------------------------- | --------------------------------------------------- |
| Príncipe Augusto Frederico Casa de Hanôver 1801–1843 também: Conde de Inverness" e Baron Arklow (1801) | Prince Frederick | 27 de janeiro de 1773 Palácio de Buckingham Filho de Jorge III do Reino Unido e Carlota de Mecklemburgo-Strelitz | Augusta Murray 4 de abril de 1793 2 filhos Cecília Underwood 2 de maio de 1831 sem filhos | 21 de abril de 1843 (70 anos) Palácio de Kensington |
| O casamento do príncipe Augusta com Lady Augusta Murray , que gerou dois filhos, era inválido sob a Lei de Casamentos Reais de 1772 (ele não havia pedido a aprovação de seu pai para se casar); então, conseqüentemente, todos os seus títulos foram extintos em sua morte. |                  | |                                                                                           |                                                     |

### Segunda criação - 2018
| Nome                                                                                       | Retrato          | Nascimento | Casamento                                 | Morte |
| ------------------------------------------------------------------------------------------ | ---------------- | --- | ----------------------------------------- | ----- |
| Principe Henrique Casa de Windsor 2018– também: Conde de Dumbarton" e Barão Kilkeel (2018) | Prince Frederick | 15 de setembro de 1984 (40 anos) Hospital de St. Mary Filho de Carlos III do Reino Unido e Diana Frances Spencer | Meghan Markle 18 de maio de 2018 2 filhos |       |

### Linha Sucessão
- Príncipe Henrique, Duque de Sussex (n. 1984) 
  - (1)  Príncipe Archie de Sussex (n. 2019)